# Kumeyaay
Die Kumeyaay, auch bekannt als Tipai-Ipai, Kamia, oder vormals Diegueño, sind ein aus mehreren Stämmen bestehendes Volk nordamerikanischer Ureinwohner im äußersten Südwesten von Kalifornien sowie der Baja California im Nordwesten von Mexiko. Im Spanischen wird der Name meist Kumiai geschrieben.
Sie lebten historisch überwiegend in einem Gebiet, das sich vom Warner Springs Valley im Norden, dem Imperial Valley im Osten bis etwa 90 Kilometer südlich der mexikanischen Grenze erstreckte. Sie sind die ersten bekannten Bewohner des San Diego County, in dem das Volk seit mehr als 10.000 Jahre lebt.

## Sprache
Die Sprachen der Kumeyaay gehören dem California-Delta-Yuma-Zweig der Cochimí-Yuma-Sprachfamilie an. Wurden diese früher den Hoka-Sprachen zugerechnet, ist dies heute umstritten. Allgemein unterscheidet man heute drei separate, aber untereinander eng verwandte Sprachen:
- Ipai oder Iipay (auch Nördliches Diegueño)
- Kumeyaay oder Kumiai (auch Central Diegueño, Kamia oder Campo)
- Tipai oder Tiipay (auch Südliches Diegueño)

Die Bedeutung der Bezeichnung Kumeyaay ist unbekannt, jedoch heißen Ipai oder Tipai beide jeweils "Volk". Einige südliche Kumeyaay bezeichnen sich selbst jedoch auch als MuttTipi – "Volk der Erde".

## Geschichte

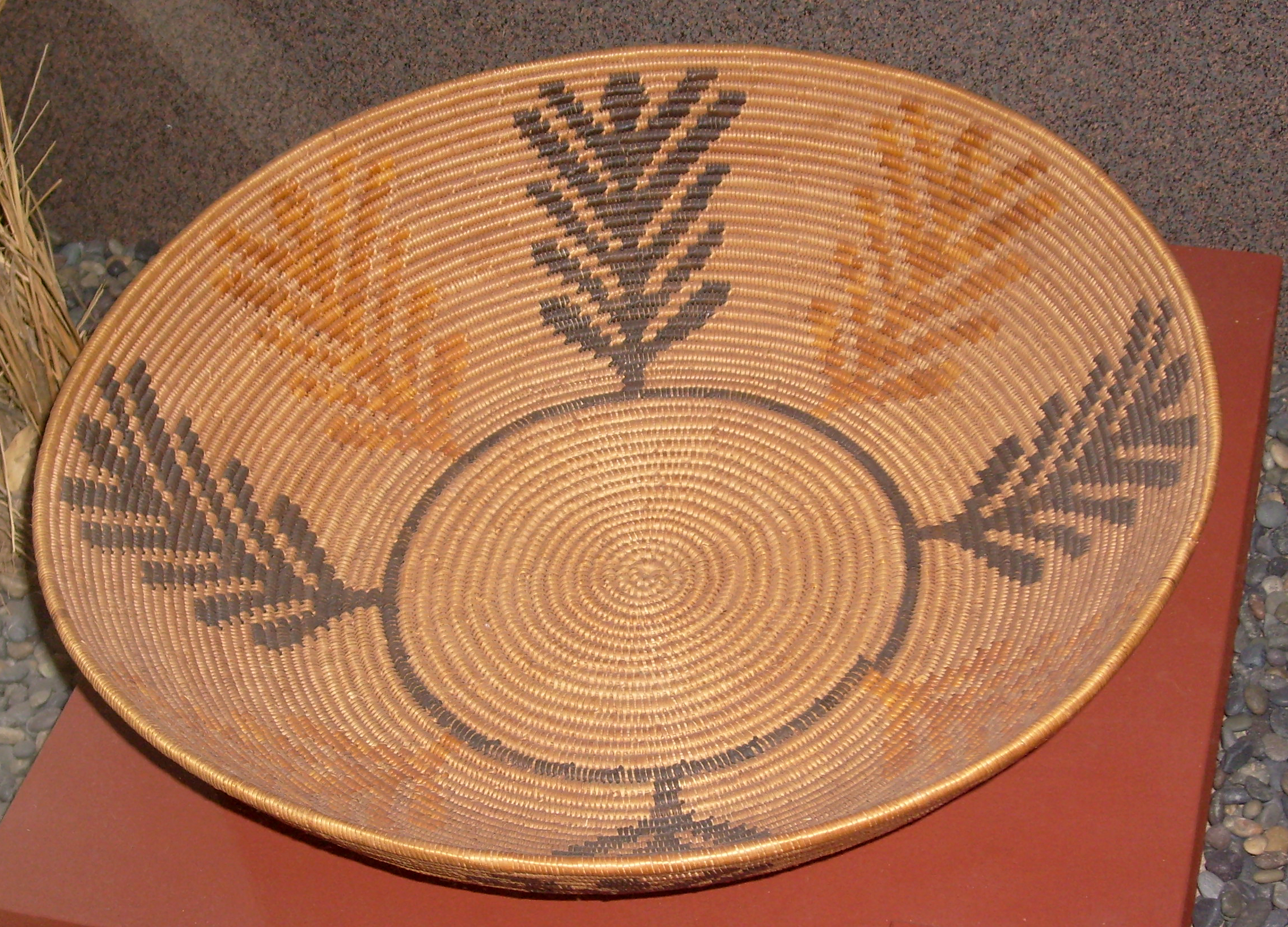
Kumeyaay-Korb aus dem 19. Jahrhundert

Als die ersten Weißen 1542 mit der Expedition Juan Rodríguez Cabrillos in der Region eintrafen, war das Volk der Jäger, Sammler und Gartenbauern das einzige in der Region siedelnde Volk. Nahrungsgrundlage waren Fleisch, beispielsweise von Hasen und Rehen, Fische und Feldfrüchte. Sie kultivierten das umgebende Land, nutzen Brandrodung und unterhielten Systeme zur Wasserversorgung und Erosionskontrolle.
Mit der spanischen Invasion 1769 begann die Vertreibung des Volkes von seinem ursprünglichen Siedlungsgebiet. Ihr Lebensraum wurde auf einige Reservationen in Californien beschränkt. Die 12 heute noch existierenden Stämme sind die Barona, Campo, Ewiiaapaayp, Inaja-Cosmit, Jamul, LaPosta, Manzanita, Mesa Grande, San Pasqual, Santa Ysabel, Sycuan und Viejas. Sie leben in der Region um San Diego, unter anderem in der Capitan Grande Indian Reservation.